# Alison Wonderland
Alexandra Margo Sholler (Sídney, Australia, 27 de septiembre de 1986), más conocida como Alison Wonderland, es una DJ y productora australiana de música EDM.

## Biografía
Alison Wonderland nació como Alexandra Sholler en 1986. Creció en Sídney, donde se formó como músico clásico, especializándose en violonchelo . Actuó como violonchelista en la Sydney Youth Opera y más tarde fue bajista en algunas bandas locales de indie rock.
Más tarde, Wonderland recordó cómo desarrolló un interés en la música electrónica de baile: "Fui a un club llamado Candy's Apartment ... Alguien tocó ' Silent Shout ' junto a Knife ... Recuerdo que me alejé por completo ... y me acerqué al DJ y preguntando: "¡¿Qué es esta canción ?! Por favor, dile a alguien qué es esta canción, porque es increíble".  Su nombre de actuación es un juego de palabras con la novela de Lewis Carroll Alicia en el país de las maravillas .
Durante 2012 trabajó como remezcladora en "I Wish I Never Met You" de Sam Sparro , que apareció como un bonus track en la versión japonesa de ese artista de su segundo álbum, Return to Paradise (junio de 2012). Sneha Dave de Music Feeds observó: "[ella] demuestra una vez más por qué se está convirtiendo en una especie de remezcla de autoridad. Recientemente interpretada por nada menos que Pete Tong en BBC Radio 1, [su] interpretación complementa perfectamente la voz cremosa de Sparro. Infundido Con una profunda sensibilidad house, pero impresa con un toque original, este arreglo representa exactamente lo que debe ser un buen remix: un tributo al original 
También en 2012 Wonderland realizó una gira con el Festival de Música Parklife , visitando los parques de la ciudad australiana en septiembre y octubre. Su lista de canciones incluía sus remixes, "I Wish I Never Met You" de Sparro y "Blue Eyes (Alison Wonderland Remix)" de Ladyhawke . Los puntos destacados fueron presentados por Falcona en Vimeo , donde también fue entrevistada por Bondi Whispers. Zapatillas de deporte púrpurasLauren Payne notó que la versión de "Blue Eyes" de Wonderland es "un remix muy digital del nuevo sencillo pegadizo de Ladyhawke. Cambiando la guitarra y la batería por un ambiente más electrónico, [Wonderland] ha hecho algunos ajustes tecnológicos al sencillo y el producto final es , en el verdadero estilo [del país de las maravillas], ¡simplemente espléndido.
Alison Wonderland lanzó su primer sencillo, "Get Ready" (con Pesca), en julio de 2013. La canción fue coescrita por Sholler con Russell Fitzgibbon, Brendan Picchio y Douglas Wright. Fitzgibbon y Wright actúan como un dúo de música house, Fishing. Ella firmó con EMI Music Australia en 2014, que forma parte de Universal Music Australia . Como DJ, se embarcó en una gira nacional tocando en almacenes.
El 27 de junio de 2014 se estrenó su juego extendido debut de cinco pistas, Calm Down . Proporcionó dos sencillos, " I Want U " (mayo) y "Cold". "I Want U", que fue coescrito por Sholler con Andrew Swanson (también conocido como Djemba Djemba ), alcanzó el puesto número 38 en la lista de singles de ARIA ,  y fue certificado oro por ARIA en 2016.  Superó las listas de Hype Machine como su mayor éxito hasta ese momento.
En febrero de 2015, Wonderland lanzó "U Don't Know" que contó con Wayne Coyne de Flaming Lips en la voz de los invitados. El video musical ganó popularidad debido al papel principal de Christopher Mintz-Plasse junto a Wonderland.  "U Don't Know" alcanzó su punto máximo en el número 63 en la lista de singles de ARIA. En marzo, Wonderland lanzó su álbum de estudio debut Run . Para el álbum, Wonderland utilizó a otros artistas australianos, Slumberjack y SAFIA , así como a varios productores, Djemba Djemba, Awe y Lido Alcanzó el puesto número 6 en Australia y el número 12 en Nueva Zelanda. K Spence de YourEDM.com elogió el álbum debido a su diversidad y su participación en el álbum, ya que fue acreditada como escritora, vocalista y productora. La canción principal se publicó como sencillo el 11 de junio, junto con su video musical. El video musical alcanzó el número 6 en Australia, lo que lo convirtió en su mayor éxito hasta la fecha. "Run" tenía más de dos millones de transmisiones en Spotify al 20 de enero de 2016.
El 4 de agosto de 2015 se lanzó un video para la canción del álbum "Take It to Reality" con SAFIA . El 4 de septiembre de 2015 se lanzó Run en el Reino Unido. El tercer y último sencillo, "Games", fue lanzado el 9 de septiembre, y fue alabado por Spence por su falta de elementos trampa , en los que se incorpora la mayor parte de la música de Wonderland. El video musical fue lanzado el mismo día y era una escena única de Wonderland realizando muchos deportes, incluyendo Grid Iron, Martial Arts y Chess. El 30 de octubre se lanzó una edición de lujo de Run , que incluía remixes de los sencillos, "U Don't Know", " I Want U ", "Games", "Run" y "Prepárate". 
Alison Wonderland fue nominada en dos categorías en los ARIA Music Awards de 2015 , Mejor lanzamiento de baile por el sencillo "Run"; y Mejor video para "U Don't Know" con Wayne Coyne. Este último estaba en una categoría que fue votada públicamente. Fue una de las ocho nominadas en ganar exactamente dos nominaciones.
Su canción "Run" se incluyó en Triple J Hottest 100, 2015 en el número 59. El 6 de febrero de 2016 vio una canción, "Messiah", en un show, que incorporó más elementos pop en comparación con su material anterior. Fue lanzado como sencillo a finales de 2016 con el productor australiano de hip-hop, M-Phazes . 
El 22 de septiembre de 2017, Alison Wonderland fue nombrada Nueva Artista del Año en los Electronic Music Awards.  El 21 de octubre de 2017 se obtuvo el lugar número 89 en la revista británica DJ Mag ' lista de Top 100 DJs s.  El 9 de noviembre de 2017 lanzó una canción, "Happy Place", antes de su segundo álbum, Awake . Kat Bein de Billboard sintió, "[juega] deliberadamente en los altibajos salvajes de la enfermedad mental. Se abre con cuerdas aireadas y campanadas de tierra mientras Wonderland canta sobre sus luchas para permanecer en espacios soleados. La tensión crece a medida que la construcción conduce a un gimnasio en la jungla de ruidos chocantes, aterrizando en una de las creaciones más salvajes de Wonderland hasta la fecha "

## Ranking DJmag
| DJ                | 2017 | 2018 | 2019 | 2020 | 2021 | 2022 |
| ----------------- | ---- | ---- | ---- | ---- | ---- | ---- |
| Alison Wonderland | 89°  | 96°  | 44°  | 47°  | 49°  | 47°  |

## Ranking DJAne
| DJ                | 2017 | 2018 | 2019 | 2020 |
| ----------------- | ---- | ---- | ---- | ---- |
| Alison Wonderland | 3°   | 2°   | 2°   | 4°   |

## Discografía

### Álbumes
Álbumes de estudio
- 2015: Run
- 2018: Awake

### Sencillos
- 2013: Get Ready (featuring Fishing)
- 2014:  I Want U
- 2014:  Cold
- 2015:  U Don't Know (featuring Wayne Coyne)
- 2015: Run
- 2015: Take It to Reality (con Safia)
- 2015: Games
- 2016: Messiah (con M-Phazes)
- 2017: Happy Place
- 2018: Church
- 2018: No
- 2018: High (con Trippie Redd)
- 2019: Peace
- 2019: Lose My Mind (con Dillon Francis)
- 2019: Time (con QUIX)

### Remixes
2012
- Ladyhawke - "Blue Eyes" (Alison Wonderland Remix)
- 360 - "Boys Like You" (Alison Wonderland Remix)
- Little Dragon - "Shuffle a Dream"(Alison Wonderland Remix)

2014
- Crooked Colours - "Come Down" (Alison Wonderland Remix)

2015
- Duke Dumont - "Ocean Drive" (Alison Wonderland Remix)
- Hermitude - "The Buzz" (Alison Wonderland Remix)
- Justin Bieber - "What Do You Mean?" (Alison Wonderland Remix)

2017
- Lido - "Crazy" (Alison Wonderland Remix)
- Dua Lipa - "New Rules" (Alison Wonderland Remix)